# Марія Брінк

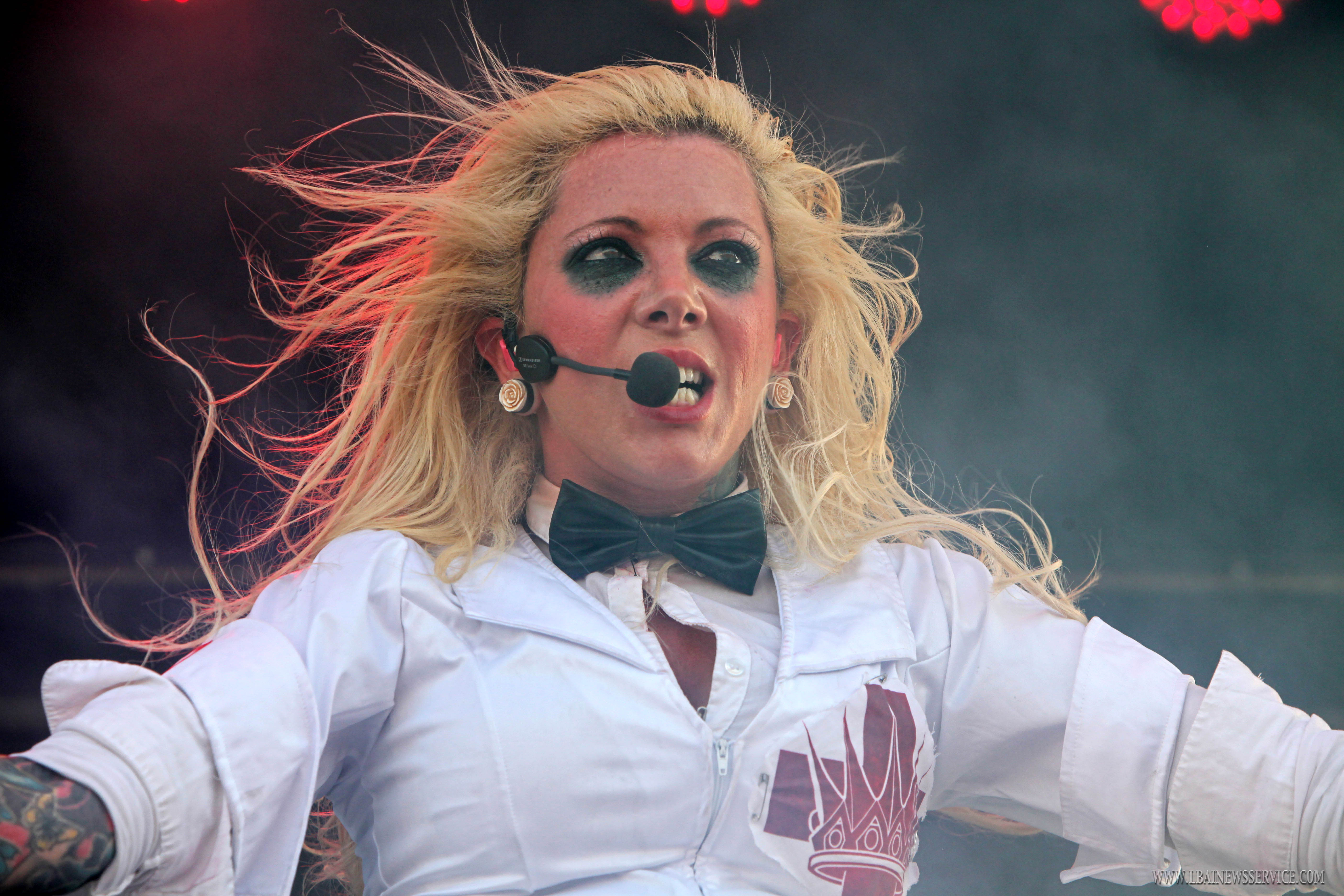
Maria Brink, 2013

Марія Брінк (англ. Maria Brink* 17 грудня, 1977, Олбані) — американська співачка та авторка пісень, найбільш відома як фронтвумен метал-гурту In This Moment. Гурт випустив сім студійних альбомів і отримав чотири номінації: дві від Alternative Press Music Awards, одну від Grammy Awards і одну від Loudwire Music Awards. Виконує пісні у жанрах метал та металкор
Брінк отримала нагороду «Рок-богиня року» на третій (2013) і п’ятій (2015) щорічній премії Loudwire Music Awards, «Найгарячіша дівчина в металі» у 2010 році, одна з 11 жінок у хеві-металі, які мають значення від Yell! Magazine у 2012 році, а журнал Revolver визнав її однією з «25 найгарячіших дівчат у хард-року та металі».

## Раннє життя
Народилася 17 грудня 1977 року в Олбані, Нью-Йорк, США. Її батько покинув сім'ю, коли вона була малою. Марію переселяли в різні частини Скенектаді, включаючи малозабезпечене житло, оскільки в сім'ї було мало грошей. Мати познайомила її з такими гуртами та виконавцями, як Black Sabbath, Patti Smith і Rolling Stones. Брінк зацікавився виступами у 5 років.
У 15 років народила сина, на Девіона. Інтерес до рок-музики завжди черпала від матері, яка зацікавила її у творчості Black Sabbath, Patti Smith та Rolling Stones.

## Музична кар'єра
Вперше Марія вирішила стати співачкою у віці 18 років та сформувала гурт під назвою «Pulse» з музикантами зі штату Олбані, що пізніше виступали «на розігріві» у гуртів Coal Chamber та Sevendust, але колектив швидко розпався.
Остаточно стати співачкою Брінк вирішила 2004 року.
Свою творчість (музику гурту In This Moment) співачка відносить до жанру ню-метал з елементами треш-металу та арена-року.
2012 року була номінована на нагороду Golden Gods Awards у номінації «Найкращий вокаліст важкої музики».
Того ж року увійшла до десятки найсексуальніших виконавиць важкої музики у номінації «Hottest Chick In Hard Rock», посівши 6 місце.
15 січня 2014 року на сайті «Loudwire» було опубліковано список найкращих виконавиць важкої музики, серед яких було названо і Марію Брінк.

## Дискографія
у складі In This Moment
- Beautiful Tragedy (2007)
- The Dream (2008)
- A Star-Crossed Wasteland (2010)
- Blood (2012)
- Black Widow (2014)
- Ritual (2017)
- Mother (2020)

## Фільмографія
- 2002 — Self Righteous Suicide
- 2003 — Paper Doll

## Інше

### Улюблені виконавці
Deftones, Dredg, Mazzy Star, Team Sleep, U2, Thrice, Radiohead, Sarah mclachian, Джонні Кеш, Death Cab For Cutie, Billie Holiday, Джон Меєр, The Postal Service, DevilDriver, 30 Seconds to Mars, Pantera, Killswitch Engage, Dead Can Dance, 36 Crazyfists, Tool, Massive Attack, Sade, Coldplay, ⁣A Perfect Circle, Agents of Oblivion, Portishead, Pink Floyd, Woven, Dashboard Confessional, As I Lay Dying, Vast, Monk Chanting, Angels And Airwaves, Jonh Mayer, The Cure, Тім Макгро.

### Улюблені фільми
True Romance, Legand, The Last Unicorn,300, Walk the Line, The Dark Crystal, The Lost Boys, Iron Man, «Жах перед Різдвом», Gladiator, Doors, Braveheart, Goonies, Time Bandits, Lord of the Rings, all the Star Wars, The Never Ending Story, The Shining, Old School, King Kong, Harry Potter.